# Seidži Ozawa
Seidži Ozawa, japonsky 小澤 征爾 (1. září 1935, Šen-jang – 6. února 2024) byl japonský dirigent. Proslul svým dramatickým a expresivním stylem dirigování, při němž se dokonce již i zranil.

## Život
Narodil se na území dnešní Číny. Chtěl být klavíristou, avšak v šestnácti letech utrpěl zranění ruky a přeorientoval se na dirigování. Učil se na škole Toho v Tokiu, pod vedením Hideo Saita. Poté řídil orchestr japonského rozhlasu a televize a Japonskou filharmonii. Roku 1959 odjel do Evropy. Vyhrál zde ihned, ve svých 24 letech, soutěž pro mladé dirigenty na festivalu v Besançonu. Svou techniku pak zdokonaloval u Charlese Muncha.
Poté, v letech 1965 až 1969, vedl symfonický orchestr v Torontu. V letech 1970 až 1976 symfonický orchestr v San Francisku, v letech 1974 až 2002 Bostonský symfonický orchestr. Poté převzal funkci hudebního ředitele Vídeňské státní opery, kterou vedl v letech 2002 až 2010.
V roce 1992 založil hudební festival ve městě Macumoto. Původně se jmenoval Saito Kinen (k poctě jeho učitele), od roku 2015 nese Ozawovo jméno.
V roce 2010 oznámil, že mu byla diagnostikována rakovinu jícnu a v důsledku toho začal omezovat svá vystoupení. Zemřel na srdeční selhání v únoru 2024.

## Vyznamenání
- Čestný kříž Za vědu a umění I. třídy (2002, Rakousko)[6] – udělen rakouským prezidentem Thomasem Klestilem
- velká čestná dekorace ve stříbře Čestného odznaku Za zásluhy o Rakouskou republiku (2009, Rakousko)[7]
- rytíř Řádu čestné legie (1998, Francie)
- Řád přátelství (2011, Rusko)
- Řád kultury (2008, Japonsko)
- Praemium Imperiale za hudbu (2004, Japonsko)[8]

## Významné nahrávky
- 1994 Felix Mendelssohn Barholdy: A Midsummer Night's Dream (Op. 21 a Op. 61), scénická hudba ke stejnojmenné divadelní hře Williama Shakespeara.Tanglewood Festival Corus, Boston Symphony Orchestra, vypravěč: Judi Dench, sóla: Kathleen Battle a Frederica von Stade.[9]